# Mähuste järv
Mähuste järv är en sjö i Estland.   Den ligger i landskapet Harjumaa, i den centrala delen av landet, 50 km öster om huvudstaden Tallinn. Mähuste järv ligger 82 meter över havet.  I omgivningarna runt Mähuste järv växer i huvudsak blandskog.